# Conops aureocingulatus
Conops aureocingulatus är en tvåvingeart som beskrevs av Seguy 1939. Conops aureocingulatus ingår i släktet Conops och familjen stekelflugor.
Artens utbredningsområde är Etiopien. Inga underarter finns listade i Catalogue of Life.